# Аракс
Ара́кс (інші назви: дав.-гр. Араке, тур. Арас, вірм. Араку, перс. Ерез, азерб. Араз) — річка в Закавказзі, права притока Кури. Довжина 994 км, площа басейну 102 тисяч км².

## Опис
Бере початок у Туреччині на схилах гори Бінгель. Протікає територією Вірменії, Ірану, Азербайджану. Впродовж 605 км є державним кордоном Вірменії та Азербайджану з Туреччиною та Іраном. 
У верхів'ях типова гірська річка. Нижче, вступаючи у межі Араратської рівнини, розбивається на низку рукавів, далі перетинає гірські хребти, тече у вузькій каньйоноподібній долині. Останні 150 км протікає широкою Куро-Араксинською низовиною. Середні витрати біля гори Кизкаласи 213 м³/с, нижче, біля міста Саатли 131 м³/с.

## Притоки
Головні притоки: ліві  — Ахурян, Раздан, Арпа, Вохчі, Акарі, праві — Котурчай, Карасу. 
Живлення змішане. Водами Араксу зрошують Мільський та Муганський степи в Азербайджані. Щорічно виносить 16 мільйонів тонн наносів.

## Поселення
На березі Араксу, за 10 км на південь від кордону з Вірменією, розташоване турецьке місто Игдир.

## Каскад ГЕС
ГЕС Аракс, ГЕС Хода-Афарин, ГЕС Гіз-Галаси